# David de Navas Alcalá
David De Navas Alcalà, més conegut com a David De Navas, fou un futbolista espanyol nascut a Alcobendas, Madrid, el 7 de desembre del 1976. Va ser el porter titular del Centre d'Esports Sabadell, a Segona Divisió espanyola.

## Trajectòria esportiva

### Inicis com a professional
David es va iniciar com a professional, al CD Amorós (actualment Atlètic de Madrid C, durant la temporada 1998-1999. El bon paper que va realitzar el va dur al Manchego Ciudad Real, on va estar una altra temporada jugant al Grup III de la Segona Divisió Autonòmica .

### Primers èxits
La bona temporada al Manchego Ciudad Real, el va dur al Racing de Ferrol, on va aconseguir els seus primers tornejos com a professional, la Copa diputació provincial i dos Trofeos Emma Cuervo.

### Debut a Segona Divisió B
L'any 2003, David De Navas, debutà a Segona divisió B, amb el Real Jaén. Tot i quedar en dotzena posició, De Navas va destacar com a porter. La temporada 2004/2005, De Navas va debutar en Copa del Rei, tot i quedar eliminiat pel RUD Carolinense. Aquell any, el Jaén, va quedar novè a la lliga.

### Benidorm CF i UD Melilla
La temporada 2005-2006 De Navas, va marxar al Benidorm Club de Futbol, on tot i fer una bona temporada l'equip va quedar en 7a posició. La següent temporada, De Navas jugaria a l'UD Melilla, on no destacà gaire.

### CE Sabadell FC
Va arribar al Centre d'Esports Sabadell l'any 2007 quan aquest jugava a 3a Divisó. De Navas, tot i no tenir la titularitat absoluta, va disputar un total de 20 partits, i va encaixar 12 gols. Aquell any, el CE Sabadell, va pujar a la Segona Divisió, amb un De Navas protagonista a la tanda de penals davant el RCD Mallorca B amb victòria dels arlequinats per 3-0. Al balcó de l'Ajuntament, David va ser aclamat i proclamat heroi del Centre d'Esports. La següent temporada 2007-2008, el Sabadell es mantingué a la divisió, en catorzena posició. No trigaria gaire el Sabadell encapçalat per De Navas anar als Play-offs d'ascens a Segona Divisió A. La temporada següent, el Sabadell quedà quart i optà als Play-offs d'ascens, que va anar superant de mica en mica. Quan només quedaven dues rondes per acabar el Play-offs, el Sabadell va quedar eliminat davant el Reial Club Unión d'Irún en un partit molt polèmic, amb un gol no indicat de Joel, que hagués significat la classificació del Sabadell.
Tot i així, el Sabadell no es rendiria, i al cap de dues temporades, a la 2010-2011 va quedar primer de grup i David De Navas va rebre el Trofeu Zamora de Segona B. Aquell any el Sabadell assolí l'ascens a Segona Divisió A l'Estadi Municipal d'Ipurua.

## Distincions individuals
| Distinció      | Equip       | Any       |
| -------------- | ----------- | --------- |
| Zamora de 2a B | CE Sabadell | 2006-2007 |
| Zamora de 2a B | CE Sabadell | 2010-2011 |

## Palmarès
| Distinció       | Equip       | Any       |
| --------------- | ----------- | --------- |
| Copa provincial | R.Ferrol    | 2000-2001 |
| Lliga Segona B  | CE Sabadell | 2010-2011 |